# Петтапис, Джим
Джеймс К. "Джим" Петта́пис (англ. James K. "Jim" Pettapiece; 7 мая 1937, Саскачеван — 19 декабря 2016, Ванкувер, Британская Колумбия) — канадский кёрлингист, двукратный чемпион мира среди мужчин (1970 и 1971).

## Спортивная карьера
Наибольших достижений добился, выступая от кёрлинг-клуба Granite Curling Club (Виннипег).
Играл в команде скипа Дона Дугида, с которым побеждал на чемпионатах мира в американской Ютике (1970) и во французском Межеве (1971), а также становился двукратным чемпионом Канады по кёрлингу среди мужчин (1970 и 1971).
В 1974 был введён в Зал славы канадского кёрлинга, а в 1981 — в Зал спортивной славы Манитобы.
По окончании спортивной карьеры стал сооснователем школы обучения кёрлингу Silver Broom Curling School.

## Команды
| Сезон   | Четвёртый  | Третий     | Второй        | Первый      | Турниры           |
| ------- | ---------- | ---------- | ------------- | ----------- | ----------------- |
| 1969—70 | Дон Дугид  | Род Хантер | Джим Петтапис | Брайан Вуд  | ЧК 1970 · ЧМ 1970 |
| 1970—71 | Дон Дугид  | Род Хантер | Джим Петтапис | Брайан Вуд  | ЧК 1971 · ЧМ 1971 |
| 1972—73 | Danny Fink | Род Хантер | Джим Петтапис | John Hunter | ЧК 1973 (8 место) |

(скипы выделены полужирным шрифтом)